# Чрниловец
Чрниловец је насељено место у Републици Хрватској у Загребачкој жупанији. Административно је у саставу града Јастребарског. Простире се на површини од 3,47 км2.
Налази се 32 км западно од Загреба

## Становништво
Према задњем попису становништва из 2001. године у насељу Чрниловец живела су 4 становника који су живели у 33 породична и 5 самачких домаћинствава. Густина насељености је 39,48 становника на км2
Кретање броја становника по пописима 1857—2001.
| година пописа  | 1857. | 1869. | 1880. | 1890. | 1900. | 1910. | 1921. | 1931. | 1948. | 1953. | 1961. | 1971. | 1981. | 1991. | 2001. |
| бр. становника | 100   | 115   | 106   | 133   | 166   | 132   | 139   | 143   | 151   | 152   | 131   | 139   | 142   | 140   | 137   |